# 常総
常総（じょうそう）は、常陸国と下総国の併称。常総市については当該項目を参照。

## 広義の常総
広義の常総は、常陸国である茨城県の大部分と、下総国である千葉県北部・茨城県西部・埼玉県東辺・東京都東辺が含まれる。同じ総国でも上総国（現在の千葉県中部）は一般に含まない。常陸・下総はともに関東平野東部の利根川（旧・常陸川）下流部および香取海沿岸に位置し、江戸とは水運で結ばれていた。
常総の地理学者
常総両国は江戸時代に多くの地理学者を輩出し、近代以降の茨城県域では飯塚伊賀七・木村謙次・鷹見泉石・長久保赤水・沼尻墨僊・山村才助、千葉県域には伊能忠敬などがいる。これは江戸との交通の便がよく蘭学などが入ってきやすい環境にあったことや、河川の氾濫などの災害から生活を守るために正確な地理空間情報が必要だったことなどに理由を求めることができる。

## 狭義の常総
現在の茨城県南西部は旧常陸・下総両国に跨っており、この一帯を「常総」と呼ぶことがある。通称地名で、範囲に厳密な定義はない。
用例
- 常総市（2006年に水海道市から改称。旧下総国）
- 常総地方広域市町村圏事務組合
- 常総ひかり農業協同組合
- 関東鉄道常総線
- 常総バイパス
- 常総ふれあい道路
- 常総ニュータウン
- 常総学院中学校・高等学校
- 常総運動公園